# Fast, Cheap and Out of Control
Pour plus de détails, voir Fiche technique et Distribution.
Fast, Cheap and Out of Control est un film documentaire réalisé par Errol Morris et sorti en 1997.

## Fiche technique
- Titre français : Des rats, des robots et des hommes
- Réalisation : Errol Morris
- Pays d'origine : États-Unis
- Format : Couleurs - 35 mm - 1,85:1 - Dolby
- Genre : Documentaire
- Durée : 80 minutes
- Date de sortie : 1997